# Verbandsgemeinde Bitburger Land
Die Verbandsgemeinde Bitburger Land ist eine Gebietskörperschaft im Eifelkreis Bitburg-Prüm in Rheinland-Pfalz. Der Verbandsgemeinde gehören die Stadt Kyllburg sowie 70 weitere Ortsgemeinden an, der Verwaltungssitz ist in der Stadt Bitburg, die der Verbandsgemeinde aber nicht angehört. Eine weitere Verwaltungsstelle befindet sich in der Stadt Kyllburg. Im Verwaltungsgebiet leben über 25.000 Einwohner.
Die Verbandsgemeinde Bitburger Land wurde am 1. Juli 2014 aus den Ortsgemeinden der gleichzeitig aufgelösten Verbandsgemeinden Bitburg-Land und Kyllburg neu gebildet.

## Verbandsangehörige Gemeinden
| Ortsgemeinde                    | Fläche (km²) | Einwohner |
| ------------------------------- | ------------ | --------- |
| Badem                           | 9,16         | 1.304     |
| Balesfeld                       | 2,35         | 194       |
| Baustert                        | 4,48         | 425       |
| Bettingen                       | 7,25         | 1.055     |
| Bickendorf                      | 5,49         | 559       |
| Biersdorf am See                | 3,22         | 553       |
| Birtlingen                      | 2,93         | 44        |
| Brecht                          | 4,50         | 188       |
| Brimingen                       | 5,92         | 97        |
| Burbach                         | 16,88        | 708       |
| Dahlem                          | 4,28         | 255       |
| Dockendorf                      | 5,82         | 222       |
| Dudeldorf                       | 11,01        | 1.250     |
| Echtershausen                   | 2,49         | 89        |
| Ehlenz                          | 5,95         | 438       |
| Enzen                           | 1,71         | 30        |
| Eßlingen                        | 5,25         | 120       |
| Etteldorf                       | 1,74         | 22        |
| Feilsdorf                       | 3,80         | 30        |
| Fließem                         | 8,38         | 648       |
| Gindorf                         | 6,57         | 312       |
| Gondorf                         | 3,75         | 261       |
| Gransdorf                       | 7,08         | 364       |
| Halsdorf                        | 3,21         | 102       |
| Hamm                            | 1,73         | 16        |
| Heilenbach                      | 7,86         | 104       |
| Hütterscheid                    | 2,99         | 167       |
| Hüttingen an der Kyll           | 2,94         | 329       |
| Idenheim                        | 7,73         | 423       |
| Idesheim                        | 6,72         | 412       |
| Ingendorf                       | 3,32         | 223       |
| Kyllburg, Stadt                 | 4,62         | 939       |
| Kyllburgweiler                  | 7,26         | 92        |
| Ließem                          | 2,99         | 78        |
| Malberg                         | 6,60         | 545       |
| Malbergweich                    | 10,22        | 368       |
| Meckel                          | 10,80        | 416       |
| Messerich                       | 6,52         | 546       |
| Metterich                       | 5,60         | 534       |
| Mülbach                         | 1,55         | 115       |
| Nattenheim                      | 6,93         | 576       |
| Neidenbach                      | 9,35         | 846       |
| Neuheilenbach                   | 0,97         | 254       |
| Niederstedem                    | 5,46         | 225       |
| Niederweiler                    | 4,58         | 93        |
| Oberkail                        | 24,26        | 570       |
| Oberstedem                      | 4,48         | 72        |
| Oberweiler                      | 5,31         | 171       |
| Oberweis                        | 9,74         | 562       |
| Olsdorf                         | 3,14         | 93        |
| Orsfeld                         | 5,17         | 199       |
| Pickließem                      | 5,76         | 303       |
| Rittersdorf                     | 11,87        | 1.315     |
| Röhl                            | 10,65        | 435       |
| Sankt Thomas                    | 9,13         | 239       |
| Scharfbillig                    | 4,82         | 129       |
| Schleid                         | 6,24         | 368       |
| Seffern                         | 4,92         | 297       |
| Sefferweich                     | 10,70        | 260       |
| Seinsfeld                       | 6,71         | 173       |
| Steinborn                       | 11,29        | 175       |
| Stockem                         | 3,97         | 96        |
| Sülm                            | 7,05         | 407       |
| Trimport                        | 2,19         | 296       |
| Usch                            | 1,33         | 52        |
| Wettlingen                      | 3,46         | 31        |
| Wiersdorf                       | 4,06         | 259       |
| Wilsecker                       | 4,53         | 173       |
| Wißmannsdorf                    | 6,72         | 796       |
| Wolsfeld                        | 9,27         | 1.074     |
| Zendscheid                      | 2,35         | 132       |
| Verbandsgemeinde Bitburger Land | 429,09       | 25.248    |

(Einwohner am 31. Dezember 2024)

## Geschichte
Die bisherigen Verbandsgemeinden Bitburg-Land und Kyllburg waren 1970 im Rahmen der ersten rheinland-pfälzischen Verwaltungsreform aus mehreren aus der preußischen Zeit stammenden Ämtern entstanden.
Am 28. September 2010 wurde das „Erste Gesetz zur Kommunal- und Verwaltungsreform“ erlassen mit dem Ziel, Leistungsfähigkeit, Wettbewerbsfähigkeit und Verwaltungskraft der kommunalen Strukturen zu verbessern. Bezüglich der Verbandsgemeinden wurde festgelegt, dass diese mindestens 12.000 Einwohner (Hauptwohnung am 30. Juni 2009) umfassen sollen. Die Verbandsgemeinde Kyllburg hatte am Stichtag 8.089 Einwohner. Die sogenannte Freiwilligkeitsphase endete am 30. Juni 2012.
Am 28. Juni 2012 haben die Verbandsgemeinderäte Bitburg-Land und Kyllburg in getrennten Sitzungen die Fusion beschlossen und dem „Vertrag über die freiwillige Fusion der Verbandsgemeinde Kyllburg mit der Verbandsgemeinde Bitburg-Land“ mehrheitlich zugestimmt.
Im „Landesgesetz über die freiwillige Bildung der neuen Verbandsgemeinde Bitburger Land“ vom 22. November 2013 wurde festgelegt, dass die neue Verbandsgemeinde den Namen „Bitburger Land“ führt. Die Verbandsgemeindeverwaltung der neuen Verbandsgemeinde hat ihren Sitz in Bitburg, in Kyllburg wird eine weitere Verwaltungsstelle eingerichtet.
Das Land gewährt der neuen Verbandsgemeinde aus Anlass ihrer freiwilligen Bildung eine einmalige einwohnerbezogene Zuweisung in Höhe von 958.900 Euro. Darüber hinaus erhält die Verbandsgemeinde eine Zuweisung in Höhe von 2.000.000 Euro.
Zum 1. Januar 2018 wurde die Ortsgemeinde Hisel nach Brimingen eingemeindet.

## Bevölkerungsentwicklung
Die Entwicklung der Einwohnerzahl bezogen auf das heutige Gebiet der Verbandsgemeinde Bitburger Land; die Werte von 1871 bis 1987 beruhen auf Volkszählungen:
| Verbandsgemeinde Bitburger Land: Einwohnerzahlen von 1815 bis 2023 | Verbandsgemeinde Bitburger Land: Einwohnerzahlen von 1815 bis 2023 | Verbandsgemeinde Bitburger Land: Einwohnerzahlen von 1815 bis 2023 | Verbandsgemeinde Bitburger Land: Einwohnerzahlen von 1815 bis 2023 | Verbandsgemeinde Bitburger Land: Einwohnerzahlen von 1815 bis 2023 |
| ------------------------------------------------------------------ | ------------------------------------------------------------------ | ------------------------------------------------------------------ | ------------------------------------------------------------------ | ------------------------------------------------------------------ |
| Jahr                                                               |                                                                    |                                                                    |                                                                    | Einwohner                                                          |
| 1815                                                               | 1815                                                               |                                                                    | 14.329                                                             | 14.329                                                             |
| 1835                                                               | 1835                                                               |                                                                    | 19.892                                                             | 19.892                                                             |
| 1871                                                               | 1871                                                               |                                                                    | 22.827                                                             | 22.827                                                             |
| 1905                                                               | 1905                                                               |                                                                    | 22.482                                                             | 22.482                                                             |
| 1939                                                               | 1939                                                               |                                                                    | 25.415                                                             | 25.415                                                             |
| 1950                                                               | 1950                                                               |                                                                    | 25.390                                                             | 25.390                                                             |
| 1961                                                               | 1961                                                               |                                                                    | 25.104                                                             | 25.104                                                             |
| 1970                                                               | 1970                                                               |                                                                    | 25.253                                                             | 25.253                                                             |
| 1987                                                               | 1987                                                               |                                                                    | 23.201                                                             | 23.201                                                             |
| 1997                                                               | 1997                                                               |                                                                    | 25.193                                                             | 25.193                                                             |
| 2005                                                               | 2005                                                               |                                                                    | 25.099                                                             | 25.099                                                             |
| 2011                                                               | 2011                                                               |                                                                    | 24.798                                                             | 24.798                                                             |
| 2017                                                               | 2017                                                               |                                                                    | 25.271                                                             | 25.271                                                             |
| 2020                                                               | 2020                                                               |                                                                    | 25.619                                                             | 25.619                                                             |
| 2023                                                               | 2023                                                               |                                                                    | 26.575                                                             | 26.575                                                             |
|                                                                    |                                                                    |                                                                    |                                                                    |                                                                    |

## Politik

### Verbandsgemeinderat
Der Verbandsgemeinderat Bitburger Land besteht aus 36 ehrenamtlichen Ratsmitgliedern, die bei der Kommunalwahl am 9. Juni 2024 in einer personalisierten Verhältniswahl gewählt wurden, und der hauptamtlichen Bürgermeisterin als Vorsitzender.
Die Sitzverteilung im Verbandsgemeinderat:
| Wahl | SPD | CDU | Grüne | FDP | FW | ÖDP | Gesamt   |
| ---- | --- | --- | ----- | --- | -- | --- | -------- |
| 2024 | 7   | 12  | 3     | 1   | 12 | 1   | 36 Sitze |
| 2019 | 10  | 14  | 6     | 1   | 5  | –   | 36 Sitze |
| 2014 | 12  | 15  | 3     | 1   | 5  | –   | 36 Sitze |

- FW = Freie Wähler (bis zur Wahl 2019: FWG Bitburger Land)

### Bürgermeister
Janine Fischer (parteilos) wurde am 1. Juli 2022 Bürgermeisterin der Verbandsgemeinde Bitburger Land. Bei der Stichwahl am 13. Februar 2022 hatte sie sich mit einem Stimmenanteil von 71,5 % gegen Thomas Barthel (CDU) durchgesetzt, nachdem bei der Direktwahl am 23. Januar 2022 keiner der ursprünglich drei Bewerber eine ausreichende Mehrheit erreicht hatte. Gewählt wurde sie für eine Amtszeit von acht Jahren.
Fischers Vorgänger, Josef Junk (SPD), war am 25. Mai 2014  mit 57,7 % direkt zum ersten Bürgermeister der neu gebildeten Verbandsgemeinde gewählt worden. Seine achtjährige Amtszeit begann am 1. Juli 2014. Mit der Übergabe an seine Nachfolgerin trat er seinen Ruhestand an.

### Wappen
| Wappen von Verbandsgemeinde Bitburger Land | Blasonierung: „Silbern bordiert, unter goldenem Schildhaupt mit rotem fünflätzigem Steg in blau silberner Schild mit durchgehendem roten Kreuz.“ |
| Wappen von Verbandsgemeinde Bitburger Land | Wappenbegründung: Durch Landesgesetz vom 22. November 2013 entsteht durch freiwillige Fusion der beiden Verbandsgemeinden Bitburg-Land und Kyllburg zum 1. Juli 2014 die Verbandsgemeinde Bitburger Land. Aus einzelnen charakteristischen Elementen beider bisheriger Wappen entsteht ein neues gemeinsames Wappen. Für die Verbandsgemeinde Bitburg-Land verbleibt im Schildhaupt der rote fünflätzige Steg in Gold und für die Verbandsgemeinde Kyllburg einer der im Vorwappen vorhandenen silbernen Schilde mit dem roten Trierer Kreuz in Blau. Der fünflätzige rote Steg oder Turnierkragen verweist auf die fünf früheren Verbandsgemeinden Bickendorf und Bitburg-Land sowie auf Teile der ehemaligen Verbandsgemeinden Dudeldorf, Oberweis und Wolsfeld, die sich im November 1970 zu der damaligen Verwaltungseinheit Verbandsgemeinde Bitburg-Land zusammengeschlossen haben. Die Farbkombinationen Rot und Silber sowie Blau und Silber repräsentieren mit Kurtrier und Herzogtum Luxemburg die beiden dominierenden Herrschaften seit der ersten Jahrtausendwende in dieser Region. Gold im Schildhaupt wurde belassen, es verweist auf den Burgherren Hurel von Bettingen aus dem ältesten urkundlich genannten Geschlecht im Gebiet der heutigen Verbandsgemeinde, dessen zerlegtes goldenes Ankerkreuz das Wappen der Verbandsgemeinde Bitburg-Land schmückte. Eine Bordierung ist nur Verbandsgemeinden erlaubt. |

Der Verbandsgemeinde wurde am 8. Mai 2014 ein Wappen und am 6. August 2014 eine Flagge genehmigt. Die Flagge ist von Blau und Weiß geteilt, in der Mitte, zur Stange versetzt, das Wappen der Verbandsgemeinde.
Das Wappen und die Flaggen der Verbandsgemeinde dürfen von anderen nur mit Genehmigung der Verbandsgemeindeverwaltung verwendet werden. 
Entwurf: Christian Credner, Lambertsberg und Lothar Monshausen, Bitburg im März 2014. Genehmigt im Mai 2014 durch die Aufsichtsbehörde des Eifelkreises.